# Døde sjæle
Døde sjæle (russisk: «Мёртвые души» (før 1918: Мертвыя души), Mjortvyje dusji ) er en roman af Nikolaj Gogol, der blev udgivet første gang i 1842. Romanen anses som et af hovedværkerne i russisk litteratur fra det 19. århundrede.
Romanen fortæller om Pavel Ivanovitj Tjitjikovs (russisk: Павел Иванович Чичиков) rejser og eventyr og de mennesker, han møder. Disse mennesker kendetegner datidens russiske mellemaristokrati. Gogol selv så sit værk som et "episk digt i prosa", og karakteriserede det i bogen som en "roman på vers". Gogol havde til hensigt, at romanen skulle være første del af et værk i tre bind, men brændte manuskriptet til anden del kort før sin død.  Selvom romanen ender midt i en sætning, anses den af nogle som komplet i sin eksisterende form.
Bogen er senest udgivet på dansk i 2022 på Gyldendal i oversættelse af Jan Hansen.

## Handling
Bogens hovedperson Pavel Tjitjikov er en ganske almindelig mand fra middelklassen. Han ankommer i en lille by i provinsen, hvor han charmerer sig ind på de lokale embedsmænd og godsejere, som han fortæller om sin plan om at købe "døde sjæle". På daværende tidspunkt blev godsejere beskattet af antallet af livegne, som de ejede, også livegne som var døde siden sidste optælling. Det var disse "døde sjæle", som Tjitjikov ville købe for på den måde at befri godsejerne fra forpligtelsen til at betale skatter af de døde. Tjitjikov forventer, at der vil være nemt at overtale godsejerne til at sælge deres skattebyrde, men bliver overrasket over godsejernes grådighed og mistro mod fremmede. Det lykkedes ham dog at købe 400 døde sjæle og tager tilbage til byen for at registrere salgene.
Da Tjitjikov er i byen bliver han modtaget som en vigtig person, men der opstår rygter om at de livegne alle er døde og og den forvirring der opstår illustrerer Gogol byboernes irrationelle og primitive reaktioner, og Tjitjikov må forlade byen.
I bogens anden del flygter Tjitjikov til en anden del af Rusland, hvor han forsøger at fortsætte sine opkøb. Han går fra godsejer til godsejer og møder den ene excentriske og absurde person efter den anden. Han arresteres, men bliver sat på fri fod. Bogen slutter midt i en sætning, hvor personen, der arreterede Tjitjikov giver en længere tale om korruption i den russiske regering.

## Bearbejdninger og filmatiseringer
Romanen er blevet benyttet som forlæg for flere film og teater mv.
Den russiske stumfilm Døde Sjæle fra 1909 består af scener fra romanen.
Mikhail Bulgakov skrev et skuespil baseret på romanen, der blev opført på Moskva kunstnerteater i 1932.
Romanen blev filmatiseret i Sovjetunionen i 1960 under romanens (russiske) navn, Mjortvyje dusji.
De overlevende dele af romanen dannede i 1976 grundlag for en opera skrevet af den russiske komponist Rodion Sjtjedrin.
Romanen blev i 1984 indspillet som en tv-miniserie instrueret af Mikhail Sjvejtser under romanens navn Mjortvyje dusji (Døde sjæle).
Romanen blev i 2006 omskrevet til et hørespil i to dele på BBC. Den britiske bearbejdelse lægger mere vægt på komikken end på det satiriske element i romanen. Tjitjikov spilles af Mark Heap, og fortæller er Michael Palin, men i stykket følger fortælleren Tjitjikov, sidder i hans sofa og sover i hans seng, hvilket irriterer Tjitjikov. Romanen er også opsat som teaterstykke i London i 2014 med Garry Voss som Tjitjikov.